# Stammliste des Hauses Burgund
Dieser Artikel enthält eine detaillierte Stammliste des Jüngeren Hauses Burgund oder Burgund-Valois.

## Stammliste
1. Philipp der Kühne (Philippe le Hardi), * 15. Januar 1342 in Pontoise, † 27. April 1404 in Halle bei Brüssel, Prinz von Frankreich, 1360–1364 Herzog von Touraine, Germigny-sur-Marne 6. September 1363 Herzog von Burgund (Duc de Bourgogne), Erster Pair von Frankreich, 1380–1385 Graf von Mortagne, 1383 Graf von Flandern und Artois, Pfalzgraf von Burgund (Franche-Comté), Graf von Nevers, Rethel, Étampes und Gien, 1390 Graf von Charolais, 1399 Regent des Herzogtums Bretagne, begraben in Dijon –  Vorfahren siehe Stammliste der Valois
⚭ 12. April per procurationem, persönlich 19. Juni 1369 in Gent Margarete III., 1385 Gräfin von Flandern und Artois, Pfalzgräfin von Burgund, Gräfin von Nevers und Rethel, Pair von Frankreich, 1404 Herzogin von Brabant und Limburg, Markgräfin von Antwerpen, Herrin von Mechelen, getauft 13. April 1350 in Male[1], † 16. März 1405 in Arras, begraben in Lille, Erbtochter von Ludwig II., Graf von Flandern etc. (Haus Dampierre), Witwe von Philipp I., 1350 Herzog von Burgund (Älteres Haus Burgund)
  1.  Johann Ohnefurcht (Jean sans Peur), * 28. Mai 1371 in Dijon, † ermordet 10. September 1419 in Montereau, 1404 Herzog von Burgund, Erster Pair von Frankreich, Graf von Flandern etc., Pfalzgraf von Burgund, 1408 Regent von Frankreich, bestattet in der Chartreuse de Champmol;
⚭ 12. April 1385 in Cambrai (Doppelhochzeit von Cambrai) Margarete von Bayern, * 1363, † 23. Januar 1423 in Dijon, Pfalzgräfin bei Rhein, Tochter von Albrecht I., Herzog von Bayern-Straubing, Graf von Holland, bestattet in der Chartreuse de Champmol (Wittelsbacher)
    1. Margarete (Marguerite), * wohl 1390, † 2. Februar 1441 in Paris, Paris 9. März 1424 Herzogin von Guyenne, Gräfin von Gien, Montargis, Dun-le-Roy und Fontenay-le-Comte, bestattet im Karmelitenkloster Paris;
⚭ I 31. August 1412 in Paris Ludwig (Louis), Kronprinz von Frankreich, 1401 Dauphin von Viennois, † 18. Dezember 1415 in Paris (Stammliste der Valois);
⚭ II 10. Oktober 1423 Arthur von Richmond, 1457 Herzog von Bretagne, † 26. Dezember 1458 in Nantes (Haus Frankreich-Dreux)
    2. Katharine (Catherine), * wohl 1391, † 1414 in Gent, 23 Jahre alt
    3. Maria, * 1393, † 30. Oktober 1463 auf Burg Monterberg, bestattet im Kartäuserkloster auf der Grave-Insel bei Wesel;
⚭ 12. Juli 1406 in Arras Adolf II., 1294 Graf von Kleve und Graf von der Mark, 1417 Herzog von Kleve, † 23. September 1448, bestattet im Kartäuserkloster auf der Grave-Insel bei Wesel (Haus von der Mark)
    4. Isabella, † 18. September 1412; ⚭ 22. (oder 12.) Juli 1406 in Arras Olivier de Châtillon, 1403 Graf von Penthièvre, Vizegraf von Limoges, † 28. September 1433 (Haus Châtillon)
    5.  Philipp III. der Gute (Philippe le Bon), * 30. Juni 1396 in Dijon, † 15. Juni 1467 in Brügge, 1419 Herzog von Burgund, Erster Pair von Frankreich, 1419 Regent von Frankreich, Graf von Flandern, Artois, und Charolais, Pfalzgraf von Burgund, Herr zu Mechelen, 1421 bzw. 1428 Markgraf von Namur, 1433 Graf von Hennegau, Holland und Zeeland, Markgraf von Antwerpen, 1435 Graf von Auxerre, Mâcon, Vermandois, Amiens, Ponthieu, Eu und Boulogne, 1443/51 Herzog von Luxemburg, stiftet am 10. Januar 1430 in Brügge den Orden vom Goldenen Vlies, bestattet in der Chartreuse de Champmol;
⚭ I Juni 1409 Michelle Prinzessin von Frankreich, * 11. Januar 1395 in Paris, † 8. Juli 1422 in Gent, Tochter von Karl VI., König von Frankreich, bestattet in der St.-Bavo-Kathedrale in Gent (Stammliste der Valois);
⚭ II 30. November 1424 in Moulins-Engilbert Bonne d’Artois, * wohl 1396, † 17. September 1425 in Dijon, Gräfin von Nevers, Auxerre, Mâcon, Vermandois, Amiens, Ponthieu, Eu und Boulogne, Tochter von Tochter von Philippe d’Artois, comte d’Eu, bestattet in der Chartreuse de Champmol (Haus Frankreich-Artois), Witwe von Philipp II. von Nevers (siehe unten);
⚭ III 10. Januar 1430 in Brügge Isabella Infantin von Portugal, * 21. Februar 1397 in Évora, † 17. Dezember 1472 in Dieppe, Tochter von Johann I., König von Portugal, bestattet in der Chartreuse de Champmol (Haus Burgund (Portugal))
      1. (III) Anton (Antoine), * 30. September 1430 in Brüssel, † 5. Februar 1432, Graf von Charolais, bestattet in der Kathedrale von Brüssel
      2. (III) Joseph (Josse), * 14. April 1432 in Gent, † bald, Graf von Charolais
      3.  (III) Karl der Kühne (Charles le Hardi, genannt le Temeraire), * 10. November 1433 in Dijon, X 5. Januar 1477 in der Schlacht bei Nancy, 1467 Herzog von Burgund, Lothringen und Limburg, Graf von Flandern, Artois, Charolais, Hennegau, Holland, Friesland und Zeeland, Herr zu Mechelen, Pfalzgraf von Burgund, Markgraf von Antwerpen, Graf von Nevers, Mâcon, Auxerre, Vermandois, Amiens, Ponthieu, Eu und Boulogne, Herr von Salins, 1468 Graf von Mortagne, 1472 Herzog von Geldern und Graf von Zutphen, 1512 in Brügge bestattet;
⚭ I 19. Mai 1440 in Saint-Omer Catherine Prinzessin von Frankreich, * 1428, † 13. September 1446 in Brüssel, Tochter von Karl VII., König von Frankreich, bestattet in der Kathedrale von Brüssel (Haus Valois);
⚭ II 31. Oktober 1454 in Lille Isabelle de Bourbon, * 1436, † 25. September 1465 in Antwerpen, Tochter von Karl (Charles I., Herzog von Bourbon, bestattet in der Sint-Michielsabtei in Antwerpen (Bourbonen);
⚭ III in Brüssel per procurationem 16. Februar 1468, persönlich 9. Juli 1468 Margaret of York, * 3. Mai 1446, † 23. November 1503 in Mechelen, Tochter von Richard Plantagenet, 3. Herzog von York, bestattet im Franziskanerkloster in Mechelen (Haus York)
        1. (II) Maria, * 13. Februar 1457 in Brüssel, † 27. März 1482 in Brügge nach einem Sturz vom Pferd, 1477 Herzogin von Brabant, Limburg und Luxemburg, Gräfin von Flandern, Artois, Hennegau, Holland, Zeeland und Friesland, Herrin zu Mechelen, Pfalzgräfin von Burgund, Markgräfin von Antwerpen, Dame de Salins, bestattet in der Liebfrauenkirche (Brügge);
⚭ 20. August 1477 in Gent Maximilian, Erzherzog von Österreich, 1477 Herzog von Burgund, 1486 Römisch-deutscher König, 1508 Römisch-deutscher Kaiser, † 12. Januar 1519 in Wels, bestattet in Wiener Neustadt (Habsburger)

      4. (unehelich, Mutter: Catherine Schaers) Cornelius Bastard von Burgund, X 16. Juni 1452 vor Rupelmonde, 1446 Herr zu Beveren und Vlissingen, Gouverneur und Generalkapitän von Luxemburg
        1. (unehelich, Mutter: Margareta Courbaulde, Erbin von Elverdinge) Hieronymus Bastard von Burgund, 1460 minderjährig, 1471 Apostolischer Protonotar
          1. (unehelich, Mutter: Marguerite NN) Anton Bastard von Burgund, Juni 1530 kaiserliche Legitimation

        2. (unehelich, Mutter: Margareta Courbaulde, siehe oben) Johann Bastard von Burgund, 1460 minderjährig, X 7. August 1479 in der Schlacht bei Guinegate, Ritter, Herr zu Elverdinge und Vlamertinge, burgundischer Rat und Kämmerer;
⚭ Marie de Halewyn, Tochter von Walter und Marie de Wissocq
          1. Elisabeth, † 12. November 1504 in Vlamertinge, bestattet im Kloster Galilää in Gent;
⚭ 1487 Ludwig III. von Flandern, Herr zu Praet und Woestine, † 1. Januar 1490 (Haus Dampierre)
          2. Margarete, † 20. Mai 1542, zu Stavele, Welsinghe und Stavenisse;
⚭ I Arnould de Trazegnies, Herr zu Arnemuiden, † vor 1494 (Haus Hamal);
⚭ II 1494 Charles de Gruytere, zu Exaerde, Ritter, † nach 1556

      5. (unehelich, Mutter Jeanne de Presle de Lizy, Tochter von Louis Raoul, Seigneur de Lizy, und Jeanne de Lizy) Anton Bastard von Burgund (Antoine Bâtard de Bourgogne), genannt Le Grand Bâtard, * 1421, † 5. Mai 1504, Melun Januar 1485 französische Legitimation, 1452 Herr zu Beveren, Crèvecœur und Vassy, 1464 Graf von La Roche, 1478 Graf von Grandpré, Seigneur de Bapaume, de Sainte-Menehould, de Passy, de Passavant, de Château-Thierry, de Steenberghe et de Châtillon-sur-Marne, Seigneur d‘Arleux, de Chocques, de Beuvry et de Houdain, 1470 Houtvester[2] von Holland, Ritter des Ordens vom Goldenen Vlies, bestattet in Tournehem;
⚭ 26. Juni 1459 (oder vor 1454) in Brüssel Jeanne Bonne Marie de La Viefville, Vicomtesse d’Aire, Dame de La Viéville, de Nédon, de Tournehem et de La Fosse, Erbtochter von Pierre de La Viefville, Vicomte d’Aire und Isabeau de la Preure
        1. Philipp, † 4. Juli 1498 in Brügge, 1464 Comte de La Roche, Herr zu Beveren etc, "Admiral des Meeres", burgundischer Rat und Kämmerer, Ritter des Ordens vom Goldenen Vlies;
⚭ (Ehevertrag vom 4. Juli 1485) Anna von Borsselen, † 8. Dezember 1518 in Zandenburg, zu Veere und Vlissingen, Brouwershaven, Westkapelle und Duyvelandt, Tochter von Wolfhart VI. von Borsselen, Graf von Grandpré, Earl of Buchan etc., Ritter des Ordens vom Goldenen Vlies (Haus Borsselen), sie heiratet in zweiter Ehe Ludwig von Montfort, † 10. November 1505
          1. Charlotte, † vor 30. November 1509; ⚭ (Ehevertrag 4. März 1499) Jost I. Herr zu Kruiningen etc. Burggraf von Seeland, kaiserlicher Rat und Kämmerer, † 7. April 1543 (Haus Kruiningen)
          2. Adolf, * 1489 in Zandenburg, † 7. Dezember 1540 in Beveren, 1498 Herr zu Beveren, Comte de La Roche, Herr zu Veere und Vlissingen, Brouwershaven, Tournehem, Crèvecœur, Arleux, Westkapelle, Duyvelandt, Rumilly, Saint-Souplet und Chocques, Châtelain de Cambrai, Vicomte d’Aire, kaiserlicher Rat und Kämmerer, Admiral, Groß-Bailli von Hennegau, Ritter des Ordens vom Goldenen Vlies;
⚭ 18. Juni 1509 Anna von Glymes, * 16. September 1492, † 15. Februar 1541, Tochter von Johann III. von Glymes, Herr von Bergen op Zoom etc., Ritter des Ordens vom Goldenen Vlies (Haus Glymes)
            1. Philipp, * 1. Oktober 1512 in Bergen op Zoom, † klein
            2. Maximilian, * 28. Juli 1514, † 4. Juni 1558 in Zandenburg, 21. Oktober 1555 spanisch-niederländischer Marquis de Veere et de Vlissingen, 1540 Herr zu Beveren, Brouwershaven, Westkapelle, Duyvelandt, Tournehem, Crèvecœur, Arleux, Rumilly und Saint-Souplet, Châtelain de Cambrai, Admiral und Generalkapitän von Zeeland, Gouverneur von Holland, kaiserlicher Rat und Kämmerer, Ritter des Ordens vom Goldenen Vlies;
⚭ 1. Mai 1542 in Brüssel Louise de Croy, * 8. März 1524, Tochter von Philippe II. de Croÿ, 1. Herzog von Aarschot, Ritter des Ordens vom Goldenen Vlies (Haus Croy), sie heiratete in zweiter Ehe Johann von Burgund, zu Sommelsdijk und Froidmont, † Sommelsdijk 1585
            3. Anne, * 3. April 1516 in Zandenburg, † 25. März 1551, bestattet in Boussu;
⚭ I 1530 Jakob III. Graf von Horn, Ritter des Ordens vom Goldenen Vlies, X 7. August 1531 in Vercelli (Haus Horn);
⚭ II 1532 Jean V. de Hénin, 1555 1. Comte de Boussu, Herr von Galmaarden etc., Ritter des Ordens vom Goldenen Vlies, † 12. Februar 1562, bestattet in Boussu (Haus Hénin)
            4. Heinrich, * 26. September 1519 in Zandenburg, † 1532
            5. Jacqueline, * 3. November 1523 in Zandenburg, † 1556, zu Beveren;
⚭ I Johann II. von Flandern, Herr zu Praet, † 10. Dezember 1545 (Haus Dampierre);
⚭ II 19. November 1549 in Zandenburg Johann VI. Herr zu Kruiningen etc., Burggraf von Seeland, † 24. April 1559 in Veere (Haus Kruiningen)
            6. Tochter, * wohl 1526, † klein
            7. Antoinette, * 29. Mai 1529 in Zandenburg, † 25. Mai 1588 in Doornik;
⚭ I 1. Dezember 1549 in Brüssel Charles II. de Croÿ, 2. Herzog von Aarschot etc., † ermordet 24. Juni 1551 (Haus Croy);
⚭ II vor 6. Juni 1569 Jacques d’Anneux, Ritter, Seigneur d‘Aubencourt, † 1588 in Avesnes
            8. (unehelich, Mutter Anne de Rantères, Dame de Fontaines) Philippe Bâtard de Bourgogne, † nach 1567, Juni 1534 in Brüssel kaiserliche Legitimation, kaiserlicher Kämmerer;
⚭ Jeanne de Hesdin, † nach 1567, Tochter von Jean, Seigneur de Beighem
              1. Adolphe, † jung, Seigneur de Fontaines
              2. Maximilien, 1567 minderjährig, † jung, Seigneur de Fontaines
              3. Jean, † nach 3. Juni 1580, Seigneur de Fontaines;
⚭ Antoinette de Valladolid
                1. Marie ;
⚭ René de Baronaige

              4. Martin, X 4. August 1578 in der Schlacht von Alcácer-Quibir
              5. Anne, † 1558 ;
⚭ Jacques de Smidt, zu Beerlandt, Gouverneur von Vlissingen
              6. Nicolas, 1567 minderjährig
              7. Louise, 1567 minderjährig
              8. Jeanne;
⚭ Antonio de Valladolid
              9. Marie, Dame de Beerlandt ;
⚭ Emmery von Liere

          3. Anna, † 1512;
⚭ I 1504 Johann von Glymes, Herr von Walhain, † 10. Januar 1514 (Haus Glymes)
          4. Marguerite, † 1522, Dame de Hénin-Liétard, de La Hamaide et de La Fosse;
⚭ 8. Mai 1490 Jacques Malet, Ritter, Seigneur de Coupigny, de La Flotte etc. † Juni 1507 (Haus Malet)

        2. Jeanne, † 9. Februar 1511;
⚭ 27. Februar 1471 in Brügge Jasper, 1480 Herr zu Culemborg etc., kaiserlicher Kämmerer, † 21. November 1504
        3. Marie, † klein
        4. (unehelich, Mutter: Marie de Braem) Anton Bastard von Burgund, 1510/35 bezeugt, † 4. April nach 1535, zu Wakkene, Capelle, Sainte-Aldegonde etc., bestattet in Brügge;
⚭ Klara van Wakkene, † 31. August 1519/6. Januar 1525, Erbtochter von Andries Andriesz zu Wakkene und Agnes von Heverskerke – Nachkommen: die (ab 1626) Grafen von Wacken, † 1707
        5. (unehelich, Mutter: Marie de Braem) Nicolas Bastard von Burgund, † 1520, Vikar von Gapiurge, Kanoniker an Sint-Peter zu Utrecht

      6. (unehelich, Mutter: Jeanne (Colette) Chastellain, genannt de Bosquiel, Dame de Quiéry-la-Motte, 1462 bezeugt; ⚭ um 1442 Etienne de la Bours genannt Maillon, Gouverneur von La Gorgue, † 1450) Marie Bâtarde de Bourgogne, * wohl 1426, † 1462 ; ⚭ 12. November 1447 in Brüssel Pierre de Bauffremont, Graf von Charny, burgundischer Kämmerer und Generalleutnant, Ritter des Ordens von Goldenen Vlies (Haus Bauffremont)
      7. (unehelich, Mutter: Jeanne (Colette) Chastellain, genannt de Bosquiel, siehe oben) David Bastard von Burgund, * 1427 in Utrecht oder Arras, † 16. April 1496 Wijk bij Duurstede, 1451/56 Bischof von Thérouanne, 1457 Bischof von Utrecht, bestattet in Sankt-Baptist in Wijk
      8. (unehelich, Mutter: Catherine Thiefries genannt de la Tufferie, * in Lille, Tochter von Martin Thiefries und Richarde de la Plancq) Baudouin Bâtard de Bourgogne genannt de Lille, * bei Lille, wohl in Ryssel 1445, † Mai 1508 in Brüssel, Dezember 1470 französischer Vicomte d’Orbec, 1501 Seigneur de Fallais zu Peer, Loverghem, Manilly, Breda und Sommelsdijk, Baron von Bagnolo etc., 1448 französischer Gesandter in Spanien, kaiserlicher Rat, bestattet in Fallais;
⚭ 1488 Maria Manuel de la Cerda, Tochter von Juan[3], Señor de Belmonte de Campos, Ritter des Ordens vom Goldenen Vlies, und Juana de Figueroa – Nachkommen: die Herren und seit 1614 Grafen von Fallais, die Herren von Breda und Barone von Zevenhuizen, die Herren von Froidmont und Liezele, † 1733
      9. (unehelich, Mutter unbekannt) Philipp der Ältere, † klein
      10. (unehelich, Mutter: Mathilde van Praest, † vor 3. November 1498) Philipp der Jüngere Bastard von Burgund, * 1464/66, † 7. April 1524 in Wijk bij Duurstede, Ritter, legitimiert 1505, Herr zu Sommelsdijk etc., Großadmiral von Flandern, Gouverneur von Geldern und Kortrijk, Ritter des Ordens vom Goldenen Vlies, 1516/24 Bischof von Utrecht
        1. (unehelich, Mutter unbekannt) Johann Bastard von Burgund
        2. (unehelich, Mutter unbekannt) Philipp Bastard von Burgund
        3. (unehelich, Mutter unbekannt) Oliver Bastard von Burgund, † nach 1532
        4. (unehelich, Mutter unbekannt) Balduin Bastard von Burgund

      11. (unehelich, Mutter: NN de Belleval; ⚭ Jean de Mercatel, Seigneur de Bonville) Raphael Bastard von Burgund, genannt de Mercatel, * 29. September 1463, † 3. August 1508 in Brügge, Abt von St. Peter zu Oudenburg, Abt von St. Bavo in Gent, 1487 Bischof von Rosen, bestattet in der St.-Bavo-Kathedrale in Gent,[4]
        1. (unehelich, Mutter unbekannt) Antoine Bâtard de Mercatel, Kaplan
        2. (unehelich, Mutter unbekannt) Raphael Bâtard de Mercatel, † 1597
          1. (unehelich, Mutter unbekannt) Anne de Mercatel; ⚭ Pierre de Choppart, Bürger zu Douai

      12. (unehelich, Mutter: Marie Marguerite Scupeline; ⚭ Jerôme de Vive) Johann Bastard von Burgund, * 1438, † 25. Januar 1499 in Brüssel, burgundischer Geheimrat, 1460 Student in Löwen, Apostolischer Protonotar, Propst von Aire, Saint-Omer und Sint Pieter in Utrecht, 1483 Propst von Sint Donaat in Brügge
        1. (unehelich, Mutter: Jeanne de Spontin, Tochter von Jacques, Seigneur de Freyr, Haus Huy) Arnold von Burgund, zu Rostuyne und Helmsmortel
        2. (unehelich, Mutter: Isabeau de Pré) Jakob von Burgund, † 20. Oktober 1525 in Middelburg, Dechant zu Souburg

      13. (unehelich, Mutter: Jacqueline van Steenberghe) Anna Bastarde von Burgund, † 18. Januar 1508 in Souburg;
 ⚭ I wohl am 5. Dezember 1457 in Le Quesnoy Adrian von Borsselen, Herr zu Brigdamme, Zoutelande und Sint Laurens, Ritter des Ordens vom Goldenen Vlies, † 6. Juni 1468 (Haus Borsselen);
⚭ II 21. Juni 1470 in Brügge Adolf von Kleve Herr zu Ravenstein, Ritter des Ordens vom Goldenen Vlies, † 18. September 1492, bestattet in St. Dominik in Brüssel (Haus von der Mark)
      14. (unehelich, Mutter unbekannt) Cornelie Bâtarde de Bourgogne;
 ⚭ André de Toulongeon, Seigneur de Mornay et de Saint-Aubin-sur-Loire, Ritter des Ordens vom Goldenen Vlies, † 1432 (Haus Toulongeon)
      15. (unehelich, Mutter: Céline NN; ⚭ Colart de Harlay) Marion (Marie) Bâtarde de Bourgogne, † nach 1467, Nonne
      16. (unehelich, Mutter : Céline NN, siehe oben) Catherine Bâtarde de Bourgogne;
⚭ 28. Juni 1460 Humbert de Luyrieux, Seigneur de La Queille, burgundischer Rat und Kämmerer, † 1523 in Savigny
      17. (unehelich, Mutter unbekannt) Madeleine Bâtarde de Bourgogne;
⚭ um 1486 Bompar, Seigneur de L'Aage et de Cournon, Baron d’Alès
      18. (unehelich, Mutter : Isabelle de la Vigne, 1450 bezeugt) Marguerite Bâtarde de Bourgogne, 1454 bezeugt
      19. (unehelich, Mutter unbekannt) Marie Bâtarde de Bourgogne, † nach 1467, Nonne
      20. (unehelich, Mutter unbekannt) Katharina Bastarde von Burgund, † nach 1515, Äbtissin von Galiläa zu Gent
      21. (unehelich, Mutter unbekannt) Jossine Bâtarde de Bourgogne, † vor 1456;
⚭ wohl Jean d’Ailly, Vidame d’Amiens, Seigneur de Picquigny, † 1492 (Haus Ailly)
      22. (unehelich, Mutter unbekannt) Yolande Bâtarde de Bourgogne, † 3. November 1470;
1. Juni 1456 in Den Haag Jean d’Ailly, Vidame d’Amiens, Seigneur de Picquigny, † 1492 (Haus Ailly)
      23. (unehelich, Mutter unbekannt) Jerôme Bâtard de Bourgogne, 1461/67 bezeugt
      24. (unehelich, Mutter unbekannt) Baudouin Bâtard de Bourgogne, 1461/67 bezeugt
      25. (unehelich, Mutter unbekannt) Arthur Bâtard de Bourgogne, 1467 bezeugt
      26. (unehelich, Mutter unbekannt) André Bâtard de Bourgogne, 1467 bezeugt
      27. (unehelich, Mutter: Jeannette de Mairesse; ⚭ Jean de Presin) Antoine Bâtard de Bourgogne
      28. (unehelich, Mutter: Jeannette de Mairesse; ⚭ Jean de Presin) Josse Antoine Bâtard de Bourgogne

    6. Johanna, * Oktober 1399 in Rouvres, † klein
    7. Anna, * 1404, † 14. November 1432 in Paris, bestattet im Saint-Célestin in Paris;
⚭ 17. April/15. Mai Amiens John of Lancaster, 1. Duke of Bedford, Prinz von England, 1422/35 Regent von Frankreich, † 14. September 1435 in Rouen, bestattet in der Kathedrale von Rouen (Haus Lancaster)
    8. Agnes, * 1407, † 1. Dezember 1476 auf Schloss Moulins, bestattet in Souvigny ;
⚭ 17. September 1425 in Autun Karl (Charles) I., 1434 Herzog von Bourbon, † 4. Dezember 1456 auf Schloss Moulins, bestattet in Souvigny (Bourbonen)
    9. (unehelich, Mutter: Agnès de Croy, Tochter von Jean I. de Croy, Seigneur de Renty, Haus Croy) Johann (Jan) Bastard von Burgund, * 1404 in Dijon, † 27. April 1480 in Mechelen, zu Rostuyne, Helsmortel, Horst, Vogt von Heyst, Propst zu Brügge und von Saint-Pierre in Lille, 1440/79 Bischof von Cambrai
    10. (unehelich, Mutter: Margarete von Borsselen, † 1420, bestattet in der Erlöserkirche in Brügge, Haus Borsselen) Guy Bastard von Burgund, X 1436 vor Calais, zu Kruibeke;
⚭ Johanna von Bayern, uneheliche Tochter von Albrecht I. (VI.) Herzog von Bayern in Straubing, Graf von Holland (Wittelsbacher)
      1. Philipp von Burgund, zu Kruibeke, 1436 bezeugt;
⚭ Anna von Baenst, Tochter von Johann, Ritter

    11. (unehelich, Mutter: Margarete von Borsselen, siehe oben) Anton Bastard von Burgund, Johanniterordensritter
    12. (unehelich, Mutter: Margarete von Borsselen, siehe oben) Philippotte Bâtarde de Bourgogne, Dame de Joncy;
⚭ 30. Juli 1429 Antoine de Rochebaron, Baron de Berzé-le-Châtel
    13. (unehelich, Mutter : Margareta Absaloens, uneheliche Tochter von Heinrich Absaloens und Margareta Lombaerds) Johann Philipp von Burgund, * 1424, 1506 bezeugt, Ritter, Herr zu Herlaar, bestattet in Vilvoorde;
⚭ 1444 Johanna von Horn, uneheliche Tochter von Wilhelm Philipp Bastard von Horn zu Goesbeke (Haus Horn) und Helena Gillien – Nachkommen: Die Herren zu Herlaar, Rossenberghe, Herbamez, Amerval, Penderblocq, Rocquemont etc., die Familie existierte noch im 20. Jahrhundert[5]
    14. (unehelich, Mutter: Margareta Absaloens, siehe oben) Elisabeth, † nach 1482; ⚭ Anton Thoenis, † wohl 1482, Ritter
    15. (unehelich, Mutter: Jeanne de Spontin, Tochter von Guillaume, Seigneur de Freyr, Haus Huy) Arnold, † nach 6. September 1459, Seigneur de Walhain, de Tourinnes, de Lierne et de Thorembais
    16. (unehelich, Mutter : Klara van den Hoede, Tochter von Wilhelm) Philipp, * wohl 1459, † 1483, Ritter, zu Horst, zuletzt Domherr zu Cambrai;
⚭ Wilhelmine van Sompeke
    17. (unehelich, Mutter : Klara van den Hoede, siehe oben) Katharina (Margareta), bestattet in der Kirche zu Wisbeke;
⚭ I Johann van den Abeele, Ritter, † 1482;
⚭ II Antoine Bâtard d’Enghien, Seigneur de Saintes, bestattet in der Kirche zu Wisbeke
    18. (unehelich, Mutter : Klara van den Hoede, siehe oben) Margareta
    19. (unehelich, Mutter : Katharina van Swieten) Jeanne, geistlich zu Maubeuge
    20. (unehelich, Mutter : Katharina van Swieten) Johann
    21. (unehelich, Mutter : Katharina Arents) Arnold Bâtard de Bourgogne, 1473 bezeugt, Seigneur de Fontigny ;
⚭ I Walburga van Assche genannt Grimberghe, † 1485;
⚭ II Katharina Croeslin, † 1. September 1534, Tochter von Olivier Croeslin und Wilhelmina van Dixmuiden
      1. (I) Maria Arents de Bourgogne;
⚭ Maximilien de Calonne, Seigneur de Fratissart

    22. (unehelich, Mutter: Lucie Brans) Lucie, geistlich zu Maubeuge;
⚭ 1482 Jean de Bossut, Seigneur de Bonlez
    23. (unehelich, Mutter: Lucie Brans) Cornelis;
⚭ 1512 Agnes de Cottereau, Tochter von Robert de Cottereau, Ritter, und Marguerite de Licques
    24. (unehelich, Mutter: Lucie Brans) Margareta;
⚭ I Jan Hardinxs, Ritter, zu Straye;
⚭ II Johann von Boschhuyzen, † wohl 1485
    25. (unehelich, Mutter: Lucie Brans) Jan Bastard von Burgund, 1477 bezeugt
    26. (unehelich, Mutter: Lucie Brans) Arnold Bastard von Burgund, 1454 bezeugt, † 4. Mai 1487, Ritter, zu Heyst, Rostuyne und Helmsmortel;
⚭ Servatia de Wales (Liere) aus Utrecht – Nachkommen: die Herren zu Heyst und Rostuyne, † Mitte des 16. Jahrhunderts
    27. (unehelich, Mutter: Gudula (Bonne) van Goede von Duershyn, Tochter von Hugo van Goede von Durshyn und Elisabeth von Immerseele) Goede;
⚭ Michel de Leeuw
    28. (unehelich, Mutter: Elisabeth von Immerseele) Elisabeth
    29. (unehelich, Mutter unbekannt) Margareta

  2. Karl (Charles), * März 1372, † 13. Juli 1373
  3. Margarete (Marguerite), * Oktober 1374, † 8. März 1441 in Le Quesnoy, 1385 Gräfin von Mortagne, bestattet in der Dominikanerkirche in Le Quesnoy;
⚭ 12. April 1385 in Cambrai (Doppelhochzeit von Cambrai) Wilhelm II., 1404 Herzog von Bayern-Straubing, Graf von Holland, Hennegau und Zeeland, † 1. Mai 1417 auf Schloss Bouchain, bestattet in Valenciennes (Wittelsbacher)
  4. Ludwig (Louis), * Mai 1377, † 10. Januar 1378, bestattet in Cîteaux
  5. Katharina, * 1378, † 26. Januar 1425 in Gray, bestattet in der Chartreuse de Champmol;
⚭ I 15. August 1393 Leopold IV., 1406 Herzog von Österreich und Steiermark, † 3. Juni 1411 (Habsburger);
⚭ II vor 1419 Smassmann von Rappoltstein, 1390/1451 bezeugt (Haus Rappoltstein)
  6. Bona, * 1379, † 10. September 1399 in Arras, dort auch bestattet
  7. Maria, * August 1380, † 8. Oktober 1422, bestattet in der Abtei Hautecombe;
 ⚭ Mai 1401 auf Schloss Wicestre (Bicêtre) bei Paris Amadeus VIII., 1391 Graf und 1417/34 Herzog von Savoyen, 1418 Fürst von Achaia und Morea, 1439/49 als Felix V. Papst, 1449 Kardinal und Bischof von Sabina, † 7. Januar 1452 in Genf (Haus Savoyen)
  8.  Anton, * August 1384, X 25. Mai 1415 in der Schlacht von Azincourt, 1404 bzw. 1406 Herzog von Brabant und Limburg, Markgraf von Antwerpen, Paris 26. August 1405 Graf von Rethel, Pair von Frankreich, bestattet in Sint-Jan in Tervuren;
⚭ I 21. Februar 1402 in Arras Johanna von Luxemburg, † 12. August 1407, Châtelaine de Lille, Erbin von Saint-Pol und Ligny, Tochter von Walram III. von Luxemburg, Graf von Saint-Pol und Ligny, bestattet in Brüssel (Haus Luxemburg-Ligny);
⚭ II per procurationem 27. April 1409 in Prag, persönlich 16. Juli 1409 in Brüssel Elisabeth, * November 1390, † 3. März 1451 in Trier, 1411 bzw. 1415/1443 Herzogin von Luxemburg, Tochter von Johann von Luxemburg, Prinz von Böhmen, Markgraf von Brandenburg, bestattet in Trier (Haus Luxemburg), sie heiratete in zweiter Ehe im Juni 1418 Johann III. von Bayern, Graf von Holland, † 6. Januar 1425 (Wittelsbacher)
    1.  (I) Johann IV.,* 11. Juni 1403, † 17. April 1427 in Brüssel, 1415 Herzog von Brabant und Limburg, Markgraf von Antwerpen und Namur, gründet 1426 die Universität Löwen;
 ⚭ 4./10. April 1418 in Den Haag, geschieden 7. März 1422, Jakobäa von Bayern, Gräfin von Holland und Zeeland, getauft 16. Juli 1401, † ermordet Schloss Teylingen 8./9. Oktober 1436, bestattet in Den Haag, Tochter von Wilhelm VI., Herzog von Bayern-Straubing, Graf von Holland (Wittelsbacher), Witwe von Johann (Jean), Kronprinz von Frankreich, Dauphin von Viennois, Herzog von Touraine († 1417) (Stammliste der Valois, sie heiratete in dritter Ehe 1422 in London, geschieden 13. Februar 1425/9. Januar 1428, Humphrey, Duke of Gloucester, Prinz von England, † 23. Februar 1447 in der Abtei St Edmund (Haus Lancaster), und in vierter Ehe heimlich am 1. Juli 1432 in Den Haag, öffentlich am 1. März 1434 in Sint Maartensdijk, Frank II. von Borsselen, Graf von Ostervant, Herr zu Sint-Maartensdijk, Zuylen, Borsele und Kortgene, Ritter des Ordens vom Goldenen Vlies, † 19. November 1470 in Sint Maartensdijk (Haus Borsselen)
    2.  (I) Philipp, * 27. April 1404, † 4. August 1430 in Löwen, 1415 Graf von Ligny und Saint-Pol, 1427 Herzog von Brabant etc., bestattet in Tervuren
      1. (unehelich, Mutter: Barbara Fierens) Anton Bastard von Brabant, † 1498 in Hemiksem, Ritter, 1465 zu Moerbeke bei Ninove, 1449 Herr zu Kruibeke etc., burgundischer Rat und Kämmerer, bestattet in der Kirche von Hemiksem
      2. (unehelich, Mutter: Barbara Fierens) Philipp Bastard von Brabant, † 1465, Ritter, Baron von Kruibeke, Archy und La Ferté, bestattet in der Kathedrale von Brüssel;
12. Juni 1463 in Brügge Anna von Baenst, † 18. März 1485, Tochter von Johann Jakob, Ritter, und Margareta von Severen genannt Heemstede, bestattet in der Kathedrale von Brüssel
      3. (unehelich, Mutter: Barbara Fierens) Isabelle Bâtarde de Brabant;
⚭ Philippe de la Viéville, Seigneur de Mamez etc., Ritter des Ordens vom Goldenen Vlies[6]
      4. (unehelich, Mutter: Barbara Fierens) Jean Bâtard de Brabant, † 20. Februar 1495 wohl in Soissons, zu Tildonck, Winksele und Veltem, 1444 Student in Paris, 1448 in Löwen, Erzdechant in Brüssel, Domherr in Cambrai, Bischof von Soissons
        1. (unehelich, Mutter unbekannt) Jean Bâtard de Brabant, † nach 1495

      5. (unehelich, Mutter: Barbara Fierens) Guillaume Bâtard de Brabant, † nach 1454, burgundischer Rat und Kämmerer, Johanniterordensritter

    3. (II) Wilhelm, 2. Juni 1410, † 10. Juli 1410, bestattet in der Kartäuserkirche in Brüssel
    4. (II) Kind, * und † wohl 1412
    5. (unehelich, Mutter unbekannt) Jeanne Bâtarde de Brabant; ⚭ Philippe de La Vienne, Seigneur de Maumez
    6.  ? (unehelich, Mutter unbekannt) Anna von Brabant, † nach 9. Juli 1455, Kusine von Louis de Luxembourg, Graf von Saint-Pol, Connétable von Frankreich (Haus Luxemburg-Ligny);
⚭ 27. Dezember 1440 in Tafalla Pedro de Peralta y Ezpeleta, 1. Conde de Santisteban de Lérin, Connetable von Navarra, † 1492 (Haus Frankreich-Évreux)

  9.  Philipp, * Oktober 1389, X 25. Oktober 1415 in der Schlacht von Azincourt, 1404 Graf von Nevers und Rethel, Baron von Donzy, französischer Kämmerer, bestattet im Kloster Estelan bei Rethel;
⚭ I 23. April 1409 in Soissons Isabelle de Coucy, 1408 Gräfin von Soissons etc., † 1411, Tochter von Enguerrand VII. de Coucy, Graf von Soissons, Earl of Bedford (Haus Gent) ;
⚭ II 20. Juni 1413 in Beaumont-en-Artois Bonne d’Artois, * wohl 1396, † 17. September 1425 in Dijon, Erbin von Eu, Auxerre, Mâcon, Vermandois, Amiens, Ponthieu und Boulogne, Tochter von Philippe d’Artois, comte d’Eu, bestattet in der Chartreuse de Champmol (Haus Frankreich-Artois), sie heiratete in zweiter Ehe am 30. November 1424 in Moulins-Engilbert Philipp den Guten, 1419 Herzog von Burgund, † 15. Juni 1467, bestattet in der Chartreuse de Champmol (siehe oben)
    1. (I) Philippe, * wohl 1410, † wohl 1411
    2. (I) Marguerite, * wohl 1411, † 1411/12
    3. (II)  Karl (Charles), * 1414, † Mai 1464, 1415 Graf von Nevers und Rethel, Baron von Donzy und Luzy, 1439 Pair von Frankreich, bestattet in der Kathedrale von Nevers;
⚭ 11. Juni 1456 Marie d’Albret, † nach 4. Januar 1485, Tochter von Charles II. d’Albret, Graf von Dreux (Haus Albret) und Anne d’Armagnac (Haus Lomagne)
    4. (II)  Johann (Jean), * 25. Oktober 1415 in Clamecy, † 25. September 1491 in Nevers, 1464 Graf von Nevers, Rethel und Étampes, Baron von Donzy und Luzy, Pair von Frankreich, 1472 Graf von Eu etc., Gouverneur von Picardie, Ritter des Ordens vom Goldenen Vlies, bestattet in der Kartäuserkirche von Nevers;
⚭ I 24. November 1435 in Amiens Jacqueline d’Ailly, † 1470, Erbin von Ingelmunster, Tochter von Raoul d’Ailly, Seigneur de Picquigny, Vidame d’Amiens (Haus Ailly), und Jacquelin de Béthune (Haus Béthune);
⚭II 30. August 1471 in Boussac Pauline de Brosse-Bretagne, † 9. August 1479 wohl in Nevers, Tochter von Jean II. de Brosse, Graf von Penthièvre (Haus Brosse), und Nicole de Châtillon-Blois (Haus Châtillon);
⚭ III 11. März 1480 Françoise d’Albret, * wohl 1454, † 20. März 1521 in Donzy, Tochter von Arnaud Amanieu d’Albret-Orval (Haus Albret) und Juliette de La Tour (Haus La Tour d’Auvergne)
      1. (I) Elisabeth, * wohl 1439, † 21. Juni 1483, Erbin von Nevers und Eu;
 ⚭ 22. April 1455 in Brügge Johann I. von der Mark, 1449 Herzog von Kleve, Ritter des Ordens vom Goldenen Vlies, † 5. September 1481 (Haus von der Mark)
      2. (I) Philipp, * 1446, † 1452 in Brüssel
      3. (II) Charlotte, * wohl 1472, † 23. August 1500 auf Schloss Meillant, 1491 Gräfin von Rethel;
⚭ 15. April 1486 Jean d'Albret, Herr von Orval, † 10. Mai 1524 (Haus Albret)
      4. (unehelich, Mutter unbekannt) Jean Bâtard de Nevers, Domdechant zu Nevers
      5. (unehelich, Mutter: Marguerite de Ghistelles (Gistel)) Pierre Bâtard de Nevers, legitimiert Plessis-lez-Tours 24. Januar 1479
      6. (unehelich, Mutter: Marguerite de Ghistelles (Gistel)) Philippe Bâtard de Nevers, † 1522 im Kloster Bethlehem-lez-Mézières, legitimiert Plessis-lez-Tours November 1473, Seigneur de Rosoy, 1480 Gouverneur von Rethel, 1487 OFM und Gründer des Klosters Bethlehem-lez-Méziéres, dort auch bestattet ;
 ⚭ Marie de Roye, † 1480, Tochter von Jean, Seigneur de Roye, und Blanche de Brosse, bestattet 1487 im Kloster Bethlehem-lez-Mézières
        1. (legitimatio per matrimonium subsequens) Françoise, * wohl 1480, † 3. Oktober 1527, Dame de Rosoy ;
⚭ Philippe de Halewyn, Seigneur de Piennes, de Maignelay, de Buggenhout etc., † 1517

      7. (unehelich, Mutter unbekannt) Gérard Bâtard de Nevers, 1476 Johanniterordensritter

    5. (unehelich, Mutter: Marie d’Albret) Guillaume Miraillet Bâtard de Bourgogne, † nach 1466, legitimiert Abbeville Dezember 1463
    6. (unehelich, Mutter: Bonne de Saulieu) Jean Bâtard de Bourgogne, † nach 1478 in Nevers, legitimiert Abbeville Dezember 1463
    7. (unehelich, Mutter : Yolande Le Long) Adrienne Bâtarde de Bourgogne, † nach 1466, legitimiert Abbeville Dezember 1463 ;
⚭ I (Ehevertrag vom 1. September 1464) Claude de Rochefort, Ritter, Seigneur de Châtillon-en-Bazois, † wohl 1465 ;
⚭ II (Ehevertrag vom 10. Mai 1466) Jacques de Clugny, Seigneur de Meneserre
    8. (unehelich, Mutter unbekannt) Philippe Bâtard de Nevers, † vor 1463, 1457 Domdechant zu Nevers

  10. (unehelich, Mutter: Marie d’Auberchicourt, Dame du Risoir de Bernissart-en-Artois, † 31. Oktober 1401, Tochter von Baudouin, Seigneur de Estaimbourg etc., und Marguerite de Mortagne Landas, Dame de Bouvignies, Witwe von Gilles de Silly) Henri du Risoir, Gastwirt in Halle, * wohl 1360, † 1409, wohl am 24. Dezember ;
⚭ I Aleyade de Dijon, † September 1385, Tochter von Jean de Dijon, burgundischer Rat, und Margareta von Buyseghem;
⚭ II 1397 Isa von Maldeghem – Nachkommen: die Familie le Hardy de Beaulieu, 1893 Baron, 1900 Vicomte, jeweils in Primogenitur
  11.  ? (unehelich, Mutter: Marie d'Auberchicourt, siehe oben) Suzanne Bâtarde (wohl Bâtarde du Risoir), 1409 bezeugt;
⚭ Jacques Wytfliet, 1409 bezeugt